# Pepe Murcia
José 'Pepe' Murcia González (Córdoba, 3 december 1964) is een Spaanse voetbaltrainer die op dit moment zonder club is. Hij werd in 2006/07 ontslagen als trainer van de Spaanse voetbalclub Xerez CD dat uitkomt in de Segunda División A.
Pepe Murcia begon zijn trainerscarrière in 1992 bij CD Alcázar waar hij enkele jeugdteams onder zijn hoede had. Vervolgens trainde hij van 1994 tot 1996 jeugdteams bij Séneca CF om vervolgens de jeugd te trainen bij de professionele voetbalclub Córdoba CF. Hier kreeg hij op een gegeven moment tevens het eerste team te leiden. In het seizoen 2002/03 was hij trainer van FC Cartagena in de Segunda División B om een jaar later aan de slag te gaan bij Atlético Madrid B dat uitkwam in dezelfde divisie.
In december 2005 werd hij aangesteld als hoofdtrainer van Atlético Madrid als vervanger van de ontslagen Carlos Bianchi. Onder zijn leiding speelde het elftal in het begin vrij goed, maar eindigde het seizoen toch teleurstellend na een slechte eindreeks. Zijn contract werd niet verlengd en de coach werd in de zomer van 2006 aangesteld als hoofdtrainer van Xerez CD dat uitkomt in de Segunda División A. De club begon onder zijn leiding goed en stond enige tijd bovenaan in de competitie, maar daarna werden de resultaten slechter en werd Murcia in april 2007 ontslagen. Na bijna 2 jaar kan hij op 2 maart 2009 aan de slag bij het in Segunda División A uitkomend Celta de Vigo waar hij Eusebio Sacristán vervangt. Op het einde van het seizoen wordt zijn contract niet verlengd en komt tijdens het seizoen 2009-2010 terecht bij reeksgenoot Albacete Balompié. Maar nadat tijdens de veertiende speeldag een 2-0-voorsprong tegen CD Numancia wordt prijsgegeven met een 2-3-verlies als gevolg, wordt hij onmiddellijk aan de deur gezet